# لوبانیا (استان اشوی‌داشکسیه)
لوبانیا (به لهستانی: Lubania) یک منطقهٔ مسکونی در لهستان است که در گمینا خمیلنگک (استان اشوی‌داشکسیه) واقع شده‌است. لوبانیا ۲۶۰ نفر جمعیت دارد.